# Periscyphops chopardi
Periscyphops chopardi is een pissebed uit de familie Eubelidae. De wetenschappelijke naam van de soort is voor het eerst geldig gepubliceerd in 1940 door Paulian de Felice.